# Barbara Jagellona
Barbara Jagellona (Sandomir, 15 luglio 1478 – Lipsia, 15 febbraio 1534) è stata una principessa polacca del Regno di Polonia per nascita e duchessa di Sassonia per matrimonio.

## Famiglia natale
Barbara era una figlia di Casimiro IV Jagellone e della moglie, Elisabetta d'Asburgo. Suoi nonni paterni erano Jogaila e la quarta moglie, Sofia di Halshany; quelli materni erano invece l'imperatore Alberto II ed Elisabetta di Lussemburgo.
Barbara aveva lo stesso nome della bisnonna, Barbara di Cilli; Barbara era la dodicesima dei tredici figli dei suoi genitori, tra cui vi furono: Ladislao II di Boemia; Edvige, duchessa di Baviera; San Casimiro; Giovanni I Alberto di Polonia; Alessandro Jagellone; Sigismondo I il Vecchio; Anna Jagellona; Sofia, margravia di Brandeburgo e altre tre sorelle di nome Elisabetta.

## Biografia
Il 21 novembre 1496, con una fastosa cerimonia, Barbara sposò a Lipsia il duca Giorgio di Sassonia; al matrimonio erano presenti 6 286 nobili tedeschi e polacchi. Questo sposalizio giocò un ruolo importante nelle relazioni tra Germania e Polonia; per la famiglia di Barbara fu inoltre fondamentale nell'ottica della loro rivalità con la Casa d'Asburgo.
Nel 1513 Barbara, assieme al marito, fondò la cattedrale di Meissen; da quel momento in poi nell'edificio sacro furono celebrate numerose messe e celebrazioni della Pasqua. Barbara era solita inviare molte lettere al marito mentre era in battaglia; testimoni affermano che la coppia visse un matrimonio felice. Barbara morì il 15 febbraio 1534 e Giorgio ne fu molto colpito e da quel momento iniziò a farsi cresce la barba, e da questo deriva il suo soprannome di il Barbuto.
Barbara venne sepolta nella cattedrale di Meißen, nella cappella funebre preparata per il marito, che era stata costruita tra il 1521 ed il 1524. Barbara e Giorgio furono gli ultimi principi della Casata di Wettin ad essere seppelliti nella cattedrale, attorniati da apostoli e santi. La pala dell'altare della cappella fu realizzata da Lucas Cranach il Vecchio.

## Discendenza
Barbara e Giorgio ebbero dieci figli:
1. Cristoforo (Dresda, 8 settembre 1497 – Lipsia, 5 dicembre 1497);
2. Giovanni (Dresda, 24 agosto 1498 – Dresda, 11 gennaio 1537), principe ereditario di Sassonia; il 20 maggio 1516 sposò Elisabetta d'Assia, ma non ebbe discendenza;
3. Wolfgang (Dresda, 1499 – Dresda, 12 gennaio 1500);
4. Anna (Dresda, 21 gennaio 1500 – Dresda, 23 gennaio 1500);
5. Cristoforo (n. e m. Dresda, 27 maggio 1501);
6. Agnese (Dresda, 7 gennaio 1503 – Dresda, 16 aprile 1503);
7. Federico (Dresda, 15 marzo 1504 – Dresda, 26 febbraio 1539), principe ereditario di Sassonia; sposò Elisabetta di Mansfeld il 27 gennaio 1539, ma l'unione non produsse figli;
8. Cristina (Dresda, 25 dicembre 1505 – Kassel, 15 aprile 1549), l'11 dicembre 1523 sposò Filippo I, langravio d'Assia;
9. Maddalena (Dresda, 7 marzo 1507 – Berlino, 25 gennaio 1534), il 6 novembre 1524 venne data in sposa a Gioacchino Ettore, allora elettore ereditario di Brandeburgo;
10. Margherita (Dresda, 7 settembre 1508 – Dresda, 19 dicembre 1510).

## Genetica
Attraverso la figlia Cristina, Barbara di Polonia è una un'antenata matrilineare diretta dello zar Nicola II di Russia; posto che la genealogia sia corretta, questo implica che lei e tutti i suoi parenti in linea femminile appartengono all'aplogruppo mitocondriale T.

## Antenati
|                           |                      |                                | Genitori                             |  |  | Nonni |  |  | Bisnonni |  |  | Trisnonni |  |
|                           |                      |                                |                                      |  |  |       |  |  | Algirdas |  |  | Gediminas |  |
|                           |                      |                                |                                      |  |  |       |  |  | Algirdas |  |  | Gediminas |  |
|                           |                      | Jewna di Polack                |                                      |  |  |       |  |  | Algirdas |  |  |           |  |
| Ladislao II di Boemia     |                      |                                |                                      |  |  |       |  |  | Algirdas |  |  |           |  |
|                           |                      | Uliana di Tver'                | Alessandro I di Tver'                |  |  |       |  |  |          |  |  |           |  |
|                           |                      | Uliana di Tver'                | Alessandro I di Tver'                |  |  |       |  |  |          |  |  |           |  |
|                           |                      | Uliana di Tver'                | Anastasia di Galizia                 |  |  |       |  |  |          |  |  |           |  |
| Casimiro IV di Polonia    |                      | Uliana di Tver'                |                                      |  |  |       |  |  |          |  |  |           |  |
|                           |                      | Andrea Alšėniškis              | Jonas Alšėniškis                     |  |  |       |  |  |          |  |  |           |  |
|                           |                      | Andrea Alšėniškis              | Jonas Alšėniškis                     |  |  |       |  |  |          |  |  |           |  |
|                           |                      | Andrea Alšėniškis              | Agrippina (Svjatoslavna) di Smolensk |  |  |       |  |  |          |  |  |           |  |
| Sofia Alšėniškė           |                      | Andrea Alšėniškis              |                                      |  |  |       |  |  |          |  |  |           |  |
|                           |                      | Aleksandra Dmitrievna Druckaja | Demetrio I Staršyj                   |  |  |       |  |  |          |  |  |           |  |
|                           |                      | Aleksandra Dmitrievna Druckaja | Demetrio I Staršyj                   |  |  |       |  |  |          |  |  |           |  |
|                           |                      | Aleksandra Dmitrievna Druckaja | Anna Ivanovna Druckaja               |  |  |       |  |  |          |  |  |           |  |
| Barbara Jagellona         |                      | Aleksandra Dmitrievna Druckaja |                                      |  |  |       |  |  |          |  |  |           |  |
|                           | Alberto IV d'Asburgo | Alberto III d'Asburgo          |                                      |  |  |       |  |  |          |  |  |           |  |
|                           | Alberto IV d'Asburgo | Alberto III d'Asburgo          |                                      |  |  |       |  |  |          |  |  |           |  |
|                           | Alberto IV d'Asburgo | Beatrice di Norimberga         |                                      |  |  |       |  |  |          |  |  |           |  |
| Alberto II d'Asburgo      | Alberto IV d'Asburgo |                                |                                      |  |  |       |  |  |          |  |  |           |  |
|                           |                      | Giovanna di Baviera-Straubing  | Alberto I di Baviera                 |  |  |       |  |  |          |  |  |           |  |
|                           |                      | Giovanna di Baviera-Straubing  | Alberto I di Baviera                 |  |  |       |  |  |          |  |  |           |  |
|                           |                      | Giovanna di Baviera-Straubing  | Margherita di Brieg                  |  |  |       |  |  |          |  |  |           |  |
| Elisabetta d'Asburgo      |                      | Giovanna di Baviera-Straubing  |                                      |  |  |       |  |  |          |  |  |           |  |
|                           |                      | Sigismondo di Lussemburgo      | Carlo IV di Lussemburgo              |  |  |       |  |  |          |  |  |           |  |
|                           |                      | Sigismondo di Lussemburgo      | Carlo IV di Lussemburgo              |  |  |       |  |  |          |  |  |           |  |
|                           |                      | Sigismondo di Lussemburgo      | Elisabetta di Pomerania              |  |  |       |  |  |          |  |  |           |  |
| Elisabetta di Lussemburgo |                      | Sigismondo di Lussemburgo      |                                      |  |  |       |  |  |          |  |  |           |  |
|                           |                      | Barbara di Cilli               | Ermanno II di Cilli                  |  |  |       |  |  |          |  |  |           |  |
|                           |                      | Barbara di Cilli               | Ermanno II di Cilli                  |  |  |       |  |  |          |  |  |           |  |
|                           |                      | Barbara di Cilli               | Anna di Schaunberg                   |  |  |       |  |  |          |  |  |           |  |
|                           |                      | Barbara di Cilli               |                                      |  |  |       |  |  |          |  |  |           |  |